# Flora und Vegetation von Timor

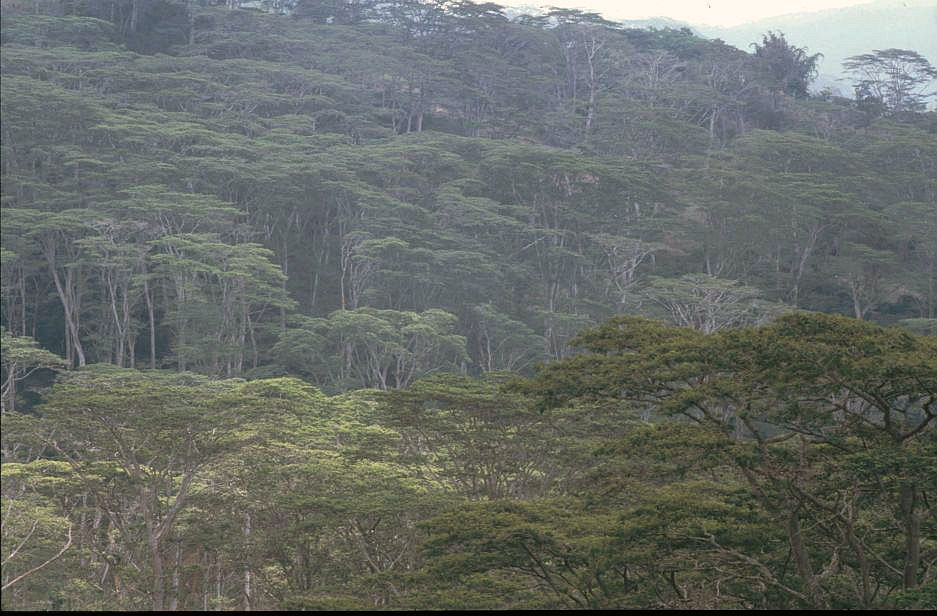
Landschaft bei Ermera

Die Flora und Vegetation von Timor ist Teil der biogeographischen Übergangszone zwischen der asiatischen und der australischen Flora und Fauna und als solche Teil der Wallacea. 

## Vegetation Osttimors

### Übersicht

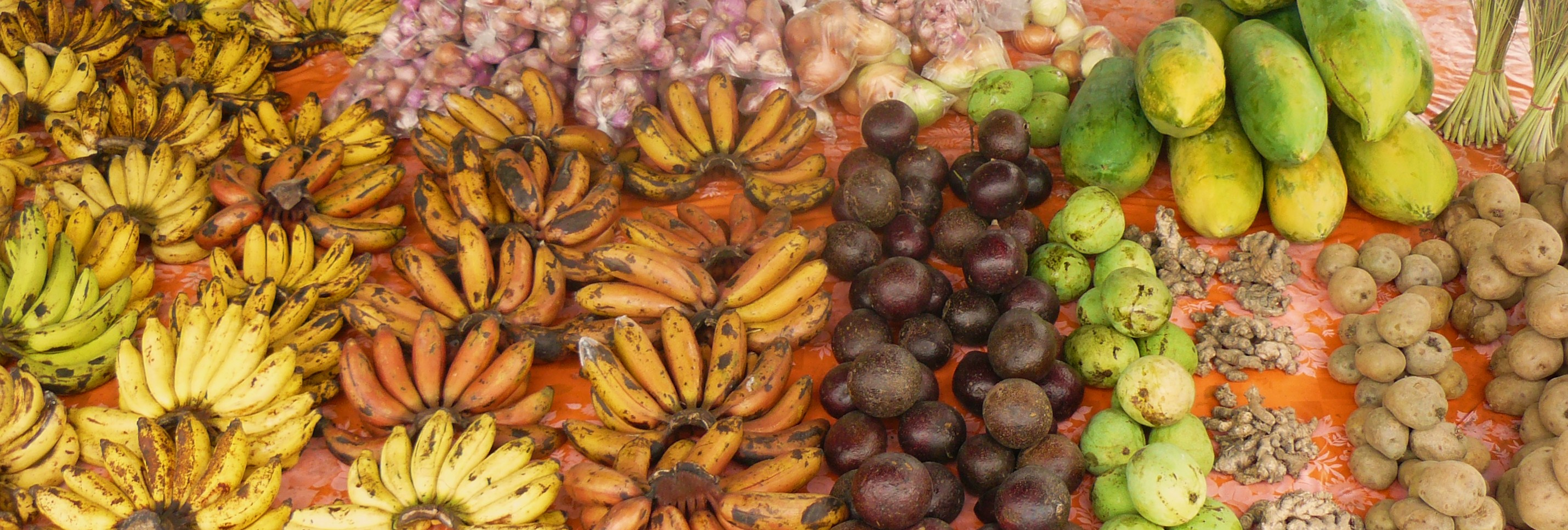
Angebot auf einem Markt in Dili

Man schätzt, dass es alleine in Osttimor etwa 2500 Pflanzenarten gibt. Alleine bei einer Feldstudie 2006 entdeckte man 22 neue Arten. Neben Orchideen ist auch eine auf Timor endemische Begonie bekannt.
Die Vegetation besteht hauptsächlich aus Sekundärwald, Savannen und Grasland. Es gibt zumeist Arten aus der Familie der Kasuarinengewächse, Eukalypten, Sappanholz, Sandelholz und Palmyrapalmen (Lontarpalmen). Zu den häufigen Baumarten gehören Sundacarpus amarus, Dacrycarpus imbricatus, Eucalyptus alba, Elaeocarpus-Arten, Artocarpus pomiformis, Drypetes-Arten, Olea paniculata und Putranjiva roxburghii.
Dichten Wald findet man nur noch im Süden und in den Bergregionen. Die Gesamtfläche an Wald nahm in Osttimor (ohne Oe-Cusse Ambeno) zwischen 1972 und 1999 um fast 30 % ab. Allein in den letzten zehn Jahren der indonesischen Besetzung sank der Waldbestandteil in ganz Osttimor um 18 %. Die Fläche des ursprünglichen Primärwald Osttimors ist auf 220.000 Hektar oder 1 % des Territoriums zusammengeschrumpft. Insgesamt sind 61,9 % der Landesfläche bewaldet. Im Primärwald dominiert eine Fülle von Bäumen mit relativ großen, fleischigen Früchten, die gerade für Vögel attraktiv sind. Sie könnten bei der Verbreitung ihrer Samen von Fruchttauben und Flughunden abhängig sein. In den Dornen- und trockenen Sekundärwäldern fehlen diese Obstbäume. Lokale Früchte sind Salak, Jackfrucht, Jambul (Jamblang), Uha, Saramalé und Aidák.
Forschungen lassen vermuten, dass Zürgelbäume auf Timor durch den Menschen eingeführt wurden. Bei Grabungen in der Laili-Höhle fand man Samen nur in Schichten, die aus Zeiten stammen, in der sich auch menschliche Besiedlung nachweisen ließ.

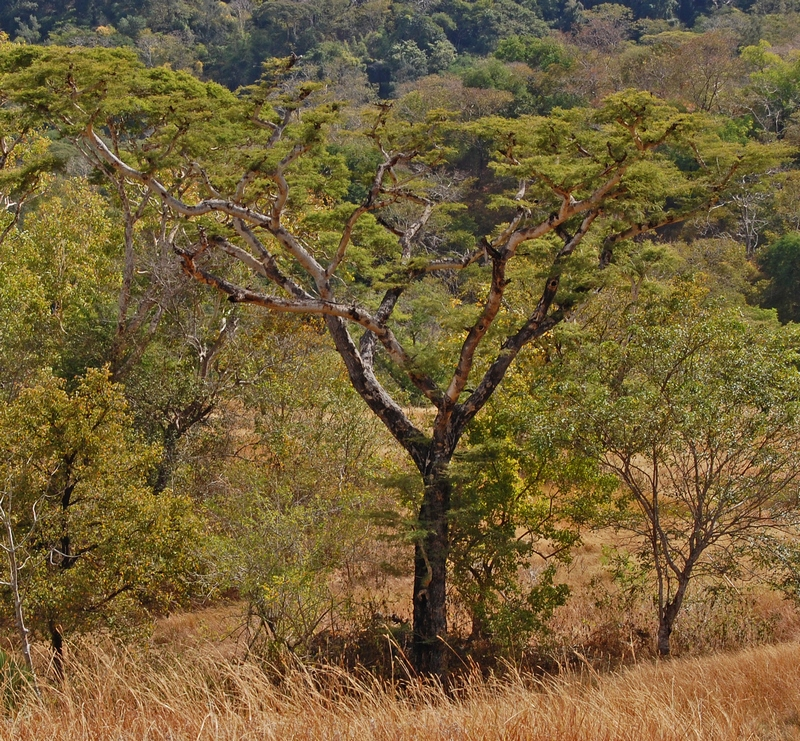
Acacia leucophloea in Westtimor bei Kupang
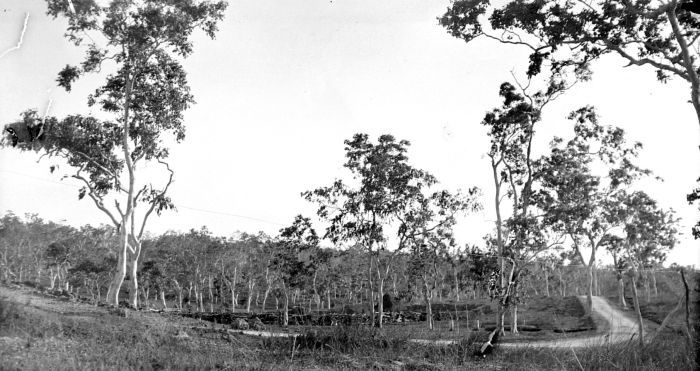
Eukalyptusbäume in Mitteltimor
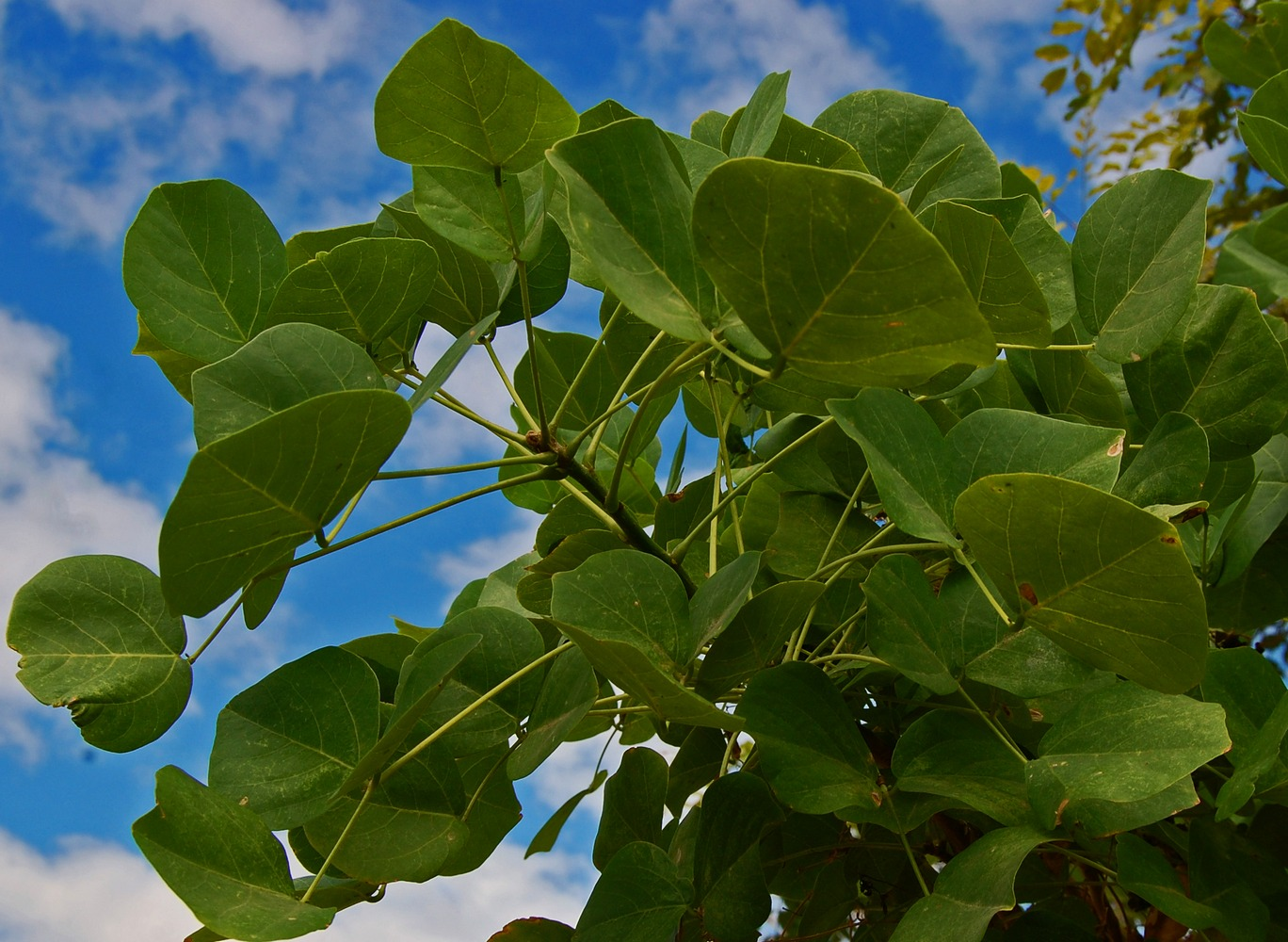
Indischer Korallenbaum (Erythrina variegata) in Kupang
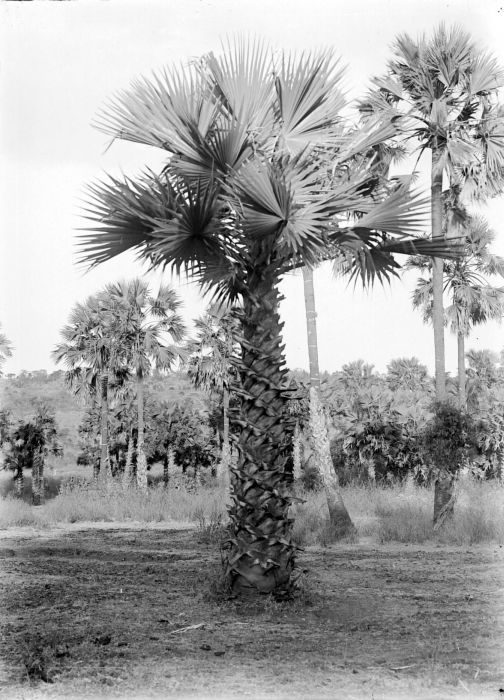
Palmyrapalme
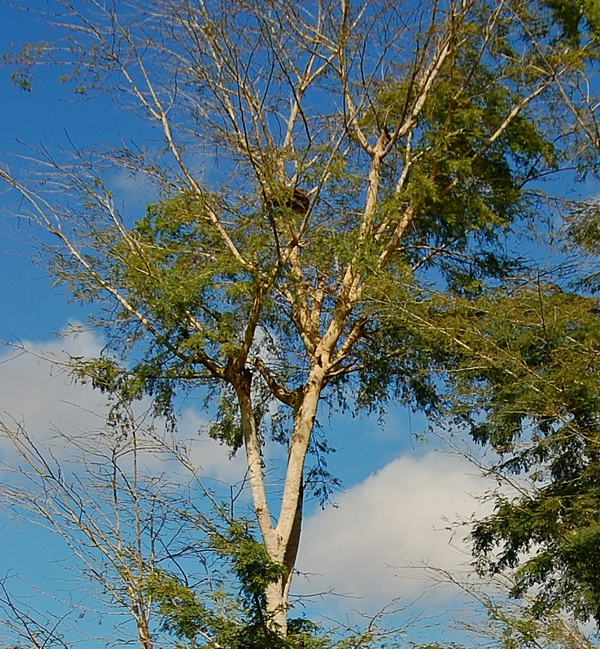
Acacia leucophloea in Südzentraltimor
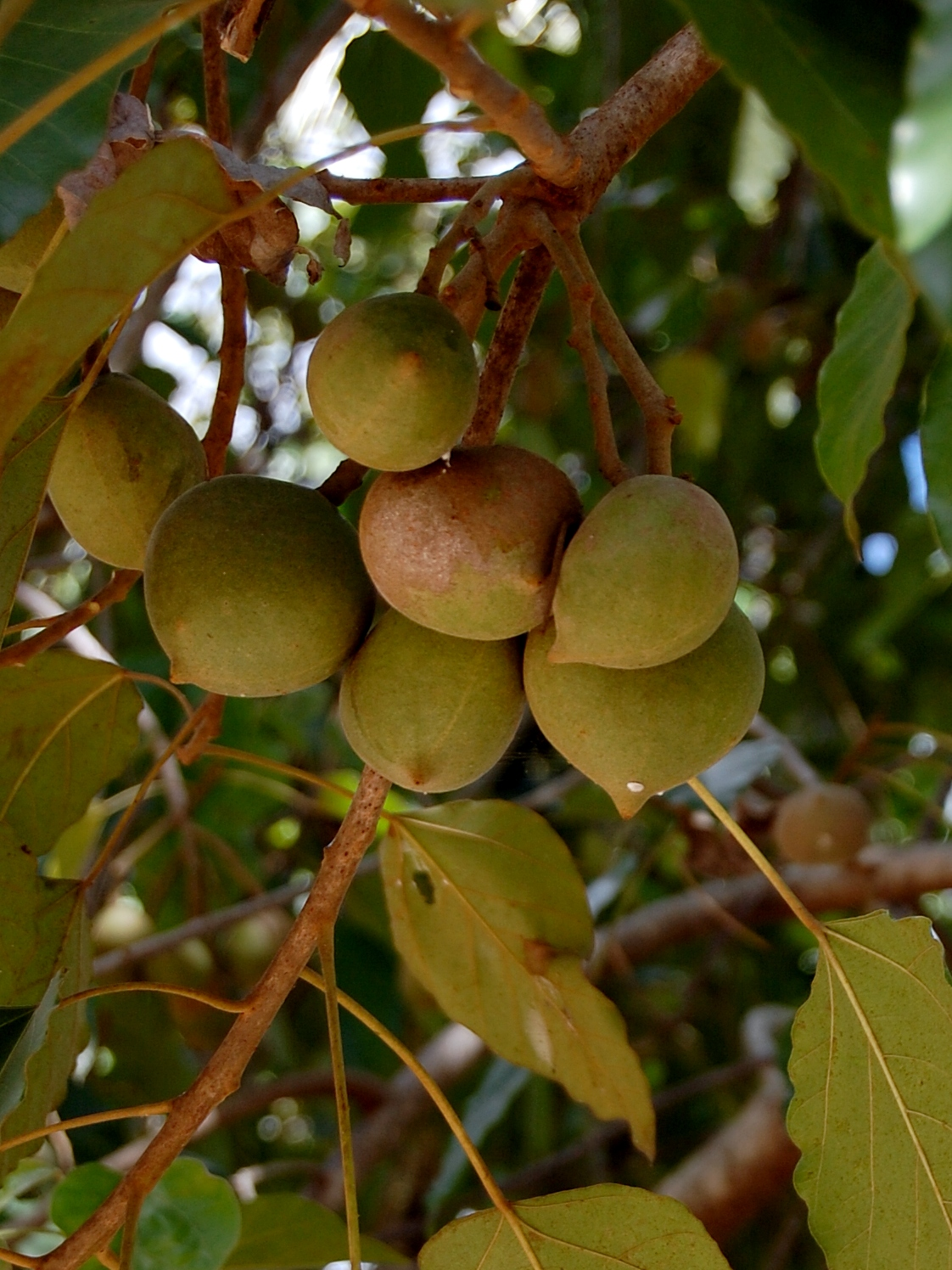
Lichtnussbaum in Südzentraltimor
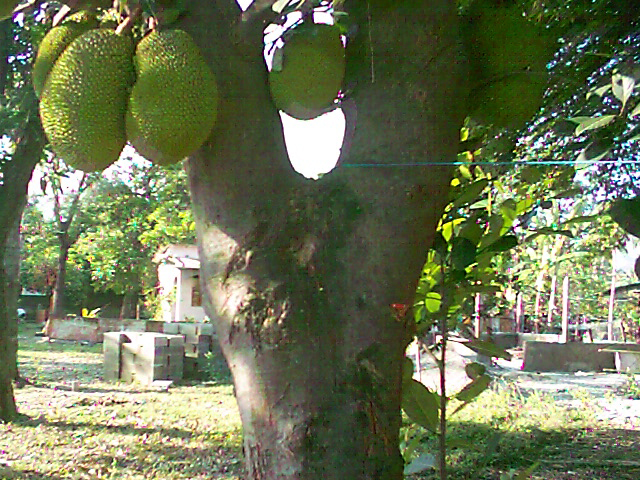
Jackfrucht in Dili
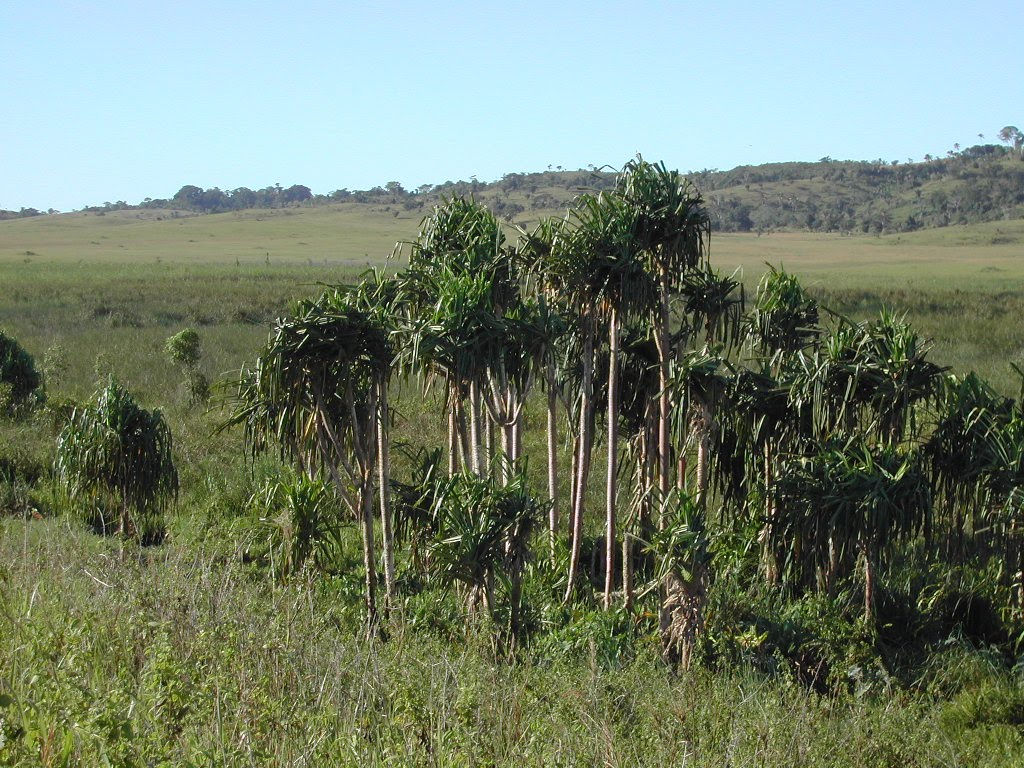
Einige Schraubenpalmen in einem Feuchtgebiet nahe Lospalos
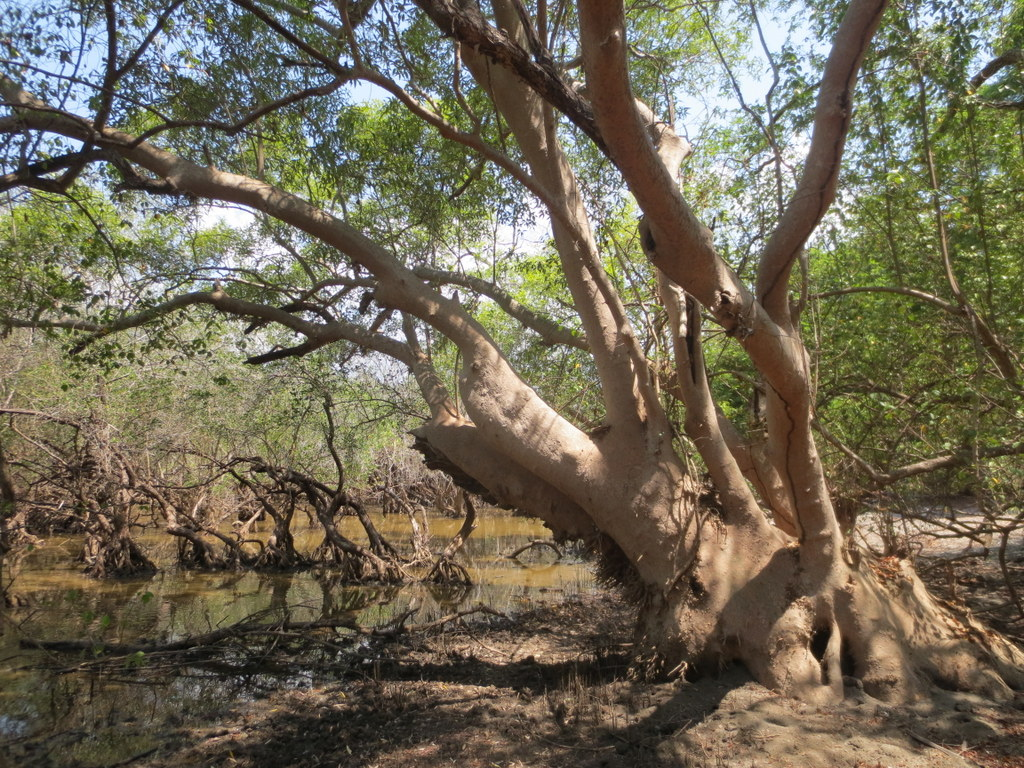
Avicennia marina am Ufer des Lago Malai
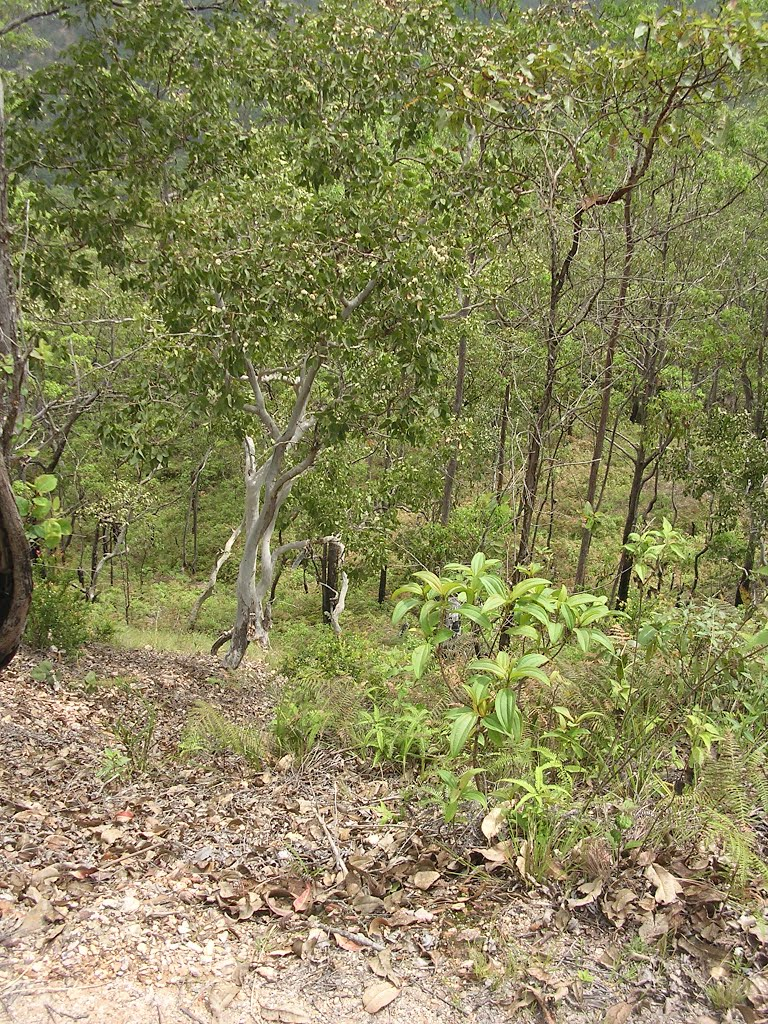
Eucalyptus alba und Melastoma in Railaco Craic
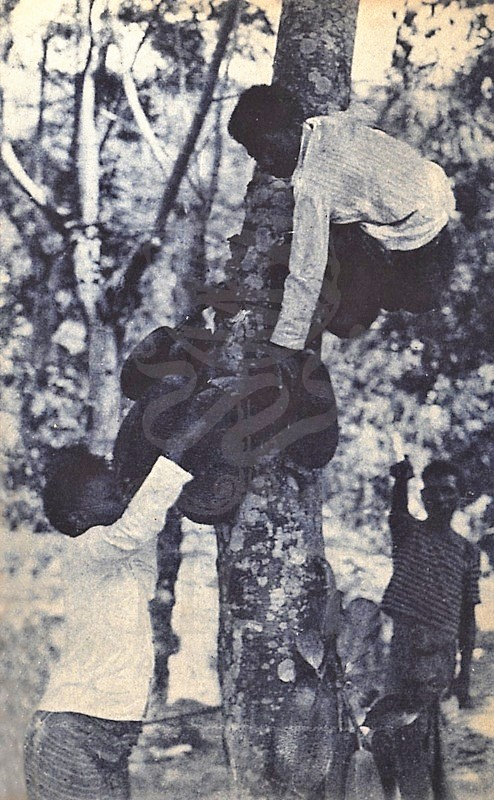
Jungen pflücken Kokosnüsse

### Mangroven

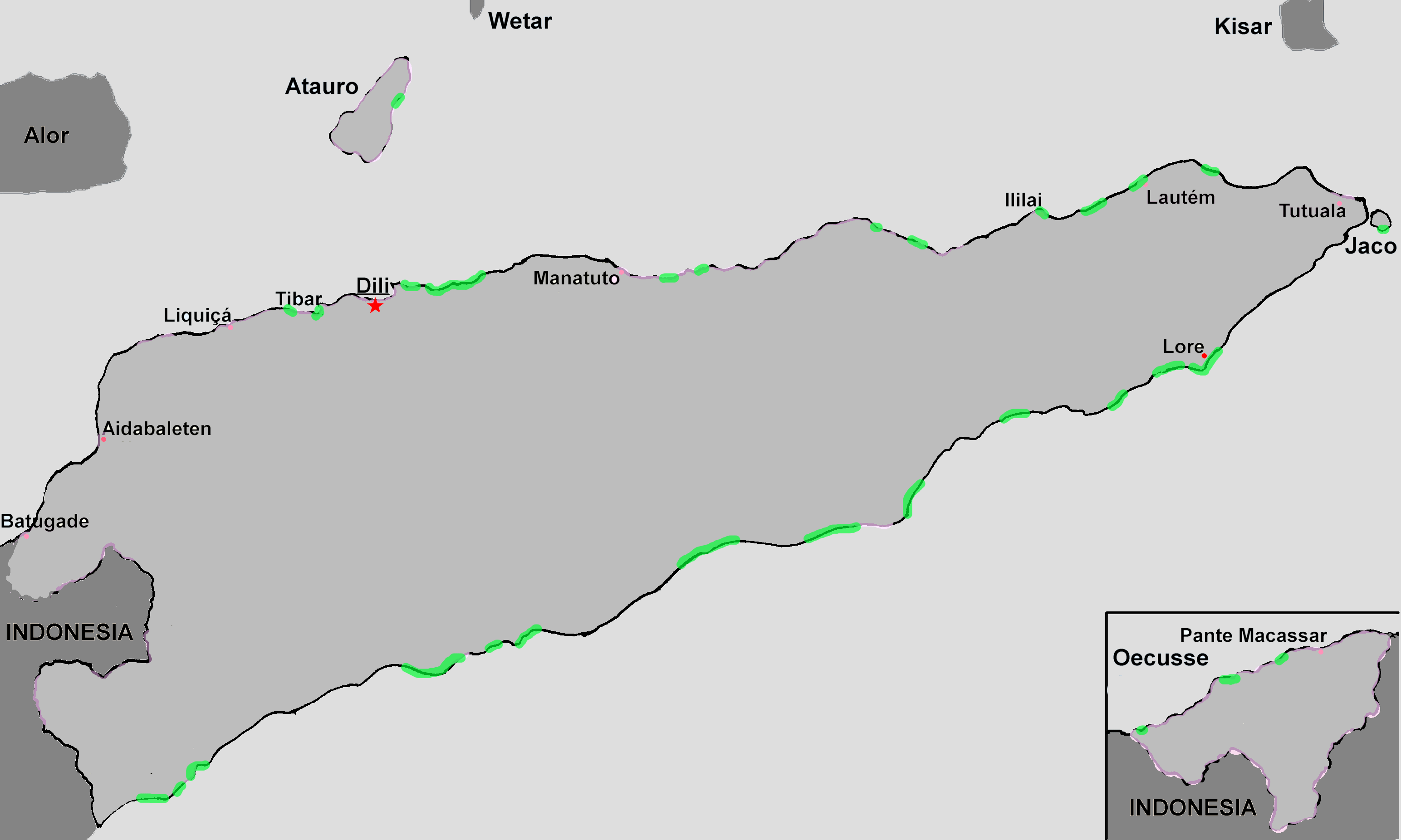
Mangroven in Osttimor

Mangrovenwälder bedecken, je nach Quelle, nur etwa 750 bis 7500 Hektar Osttimors, da im Gegensatz zu anderen Inseln des Archipels Ausbuchtungen in der Küstenlinie wenig vorhanden sind. Die wenigen Mangrovenwälder des Landes befinden sich an ein paar Stränden und an Flussmündungen. Man findet sie verstreut in allen Gemeinden, die über eine Meeresküste verfügen, hauptsächlich kommen sie aber an der Nordküste vor, wo die See ruhiger ist. So etwa bei Metinaro (Gemeinde Dili), Tibar und Maubara (Gemeinde Liquiçá). An der Südküste breiten sich die Mangroven nicht viel weiter als über die Flussmündungen und sumpfigen Gelände hinaus aus. Auf Tetum werden sie lokal Ai-Parapa genannt, was so viel wie „Bäume, die im Wasser leben“ bedeutet.
Mangrovenarten in Osttimor:
- Acanthus ilicifolius
- Acrostichum aureaum
- Aegiceras corniculatum
- Avicennia marina
- Bruguiera cylindrical
- Bruguiera gymnorrhiza
- Bruguiera parviflora
- Ceriops australis
- Ceriops tagal
- Excoecaria agallocha
- Heritiera littoralis
- Lumnitzera racemosa
- Rhizophora apiculata
- Rhizophora mucronata
- Rhizosphora stylosa
- Sonneratia alba
- Sonneratia caseolaris
- Sonneratia urama
- Xylocarpus granatum

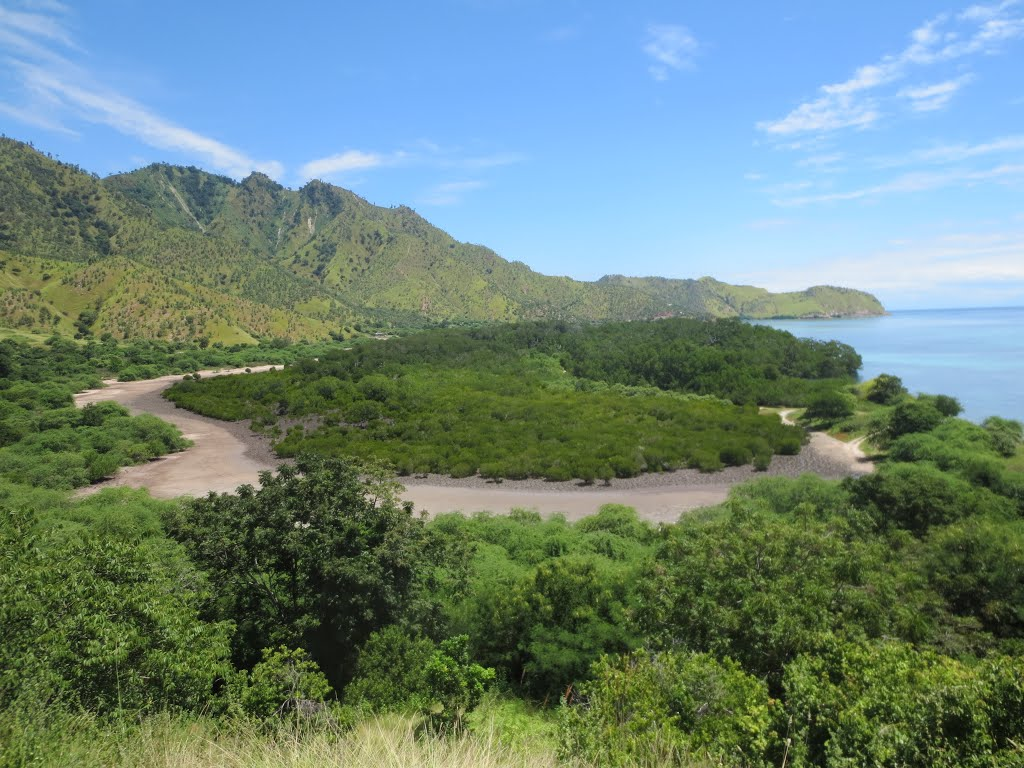
Mangroven östlich von Cristo Rei

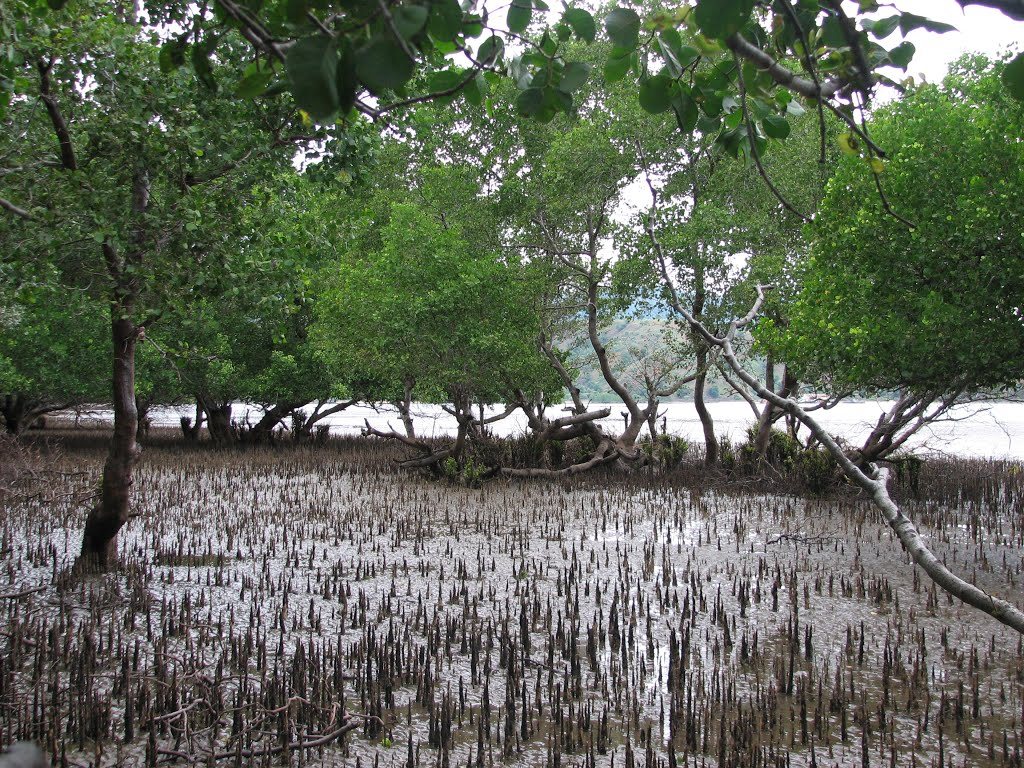
Gegenüber dem Frachthafen von Dili: Die Mangroven von Tibar

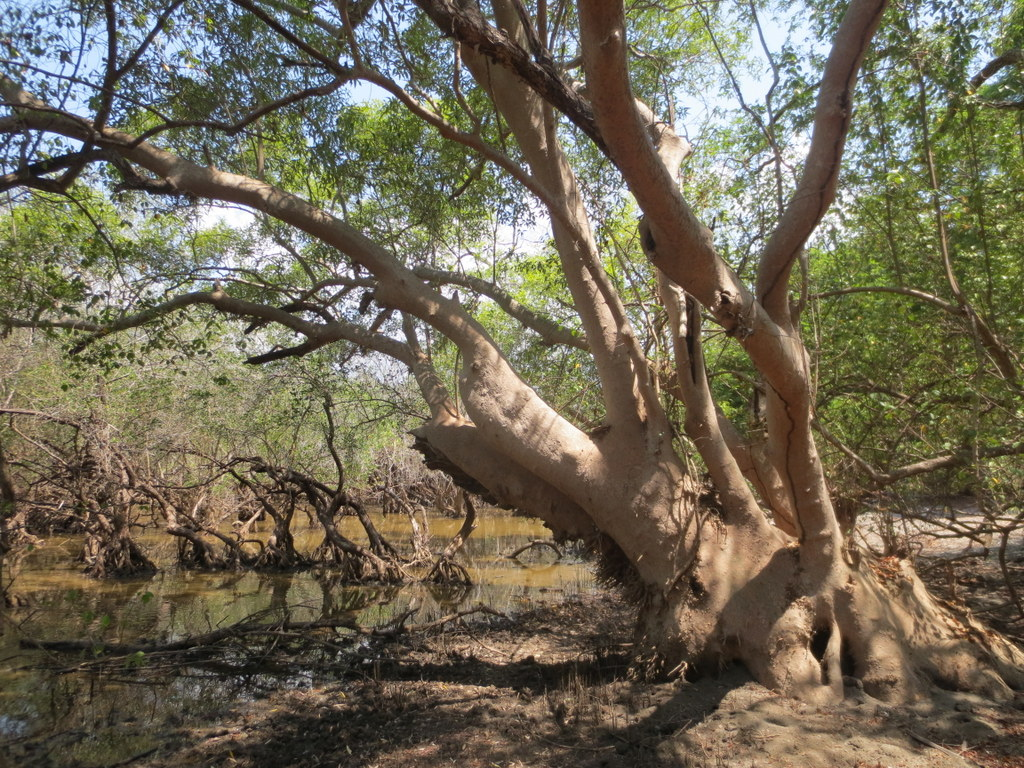
Großer Avicennia marina am Ufer des Lago Malai

Weitere Pflanzenarten in Mangrovenwäldern:
- Barrintonia asiatica
- Barrintonia asiatica
- Callophyllum inophyllum
- Cerbera manghas
- Derris scandens
- Derris trifoliate
- Lindenblättriger Eibisch (Talipariti tiliaceum)
- Ziegenfuß-Prunkwinde (Ipomoea pes-caprae)
- Pemphis acidula
- Premna serratifolia
- Scaevola taccada
- Suriana maritime
- Katappenbaum (Terminalia catappa)
- Ryssopterys timoriensis
- Pandanus tectorius[6]

### Pflanzenarten auf der Roten Liste
| Pflanzenarten Osttimors auf der Roten Liste der IUCN | Pflanzenarten Osttimors auf der Roten Liste der IUCN | Pflanzenarten Osttimors auf der Roten Liste der IUCN |
| ---------------------------------------------------- | ---------------------------------------------------- | ---------------------------------------------------- |
| Familie                                              | Wissenschaftlicher Name                              | Information                                          |
| Akanthusgewächse (Acanthaceae)                       | Acanthus ilicifolius                                 | IUCN-Status: nicht gefährdet                         |
| Burmanniaceae                                        | Burmannia disticha                                   | IUCN-Status: nicht gefährdet                         |
| Hornblatt (Ceratophyllaceae)                         | Ceratophyllum muricatum                              | IUCN-Status: nicht gefährdet                         |
| Sauergrasgewächse (Cyperaceae)                       | Carex baccans                                        | IUCN-Status: nicht gefährdet                         |
| Sauergrasgewächse (Cyperaceae)                       | Cyperus compactus                                    | IUCN-Status: nicht gefährdet                         |
| Sauergrasgewächse (Cyperaceae)                       | Diplacrum caricinum                                  | IUCN-Status: nicht gefährdet                         |
| Sauergrasgewächse (Cyperaceae)                       | Echinochloa picta                                    | IUCN-Status: nicht gefährdet                         |
| Sauergrasgewächse (Cyperaceae)                       | Eleocharis geniculata                                | IUCN-Status: nicht gefährdet                         |
| Sauergrasgewächse (Cyperaceae)                       | Eleocharis retroflexa                                | IUCN-Status: nicht gefährdet                         |
| Sauergrasgewächse (Cyperaceae)                       | Fimbristylis argentea                                | IUCN-Status: nicht gefährdet                         |
| Sauergrasgewächse (Cyperaceae)                       | Fimbristylis bisumbellata                            | IUCN-Status: nicht gefährdet                         |
| Sauergrasgewächse (Cyperaceae)                       | Fimbristylis consanguinea                            | IUCN-Status: nicht gefährdet                         |
| Sauergrasgewächse (Cyperaceae)                       | Fimbristylis dipsacea                                | IUCN-Status: nicht gefährdet                         |
| Sauergrasgewächse (Cyperaceae)                       | Fimbristylis nutans                                  | IUCN-Status: nicht gefährdet                         |
| Sauergrasgewächse (Cyperaceae)                       | Fimbristylis ovata                                   | IUCN-Status: nicht gefährdet                         |
| Sauergrasgewächse (Cyperaceae)                       | Fuirena pubescens                                    | IUCN-Status: nicht gefährdet                         |
| Sauergrasgewächse (Cyperaceae)                       | Lipocarpha gracilis                                  | IUCN-Status: nicht gefährdet                         |
| Sauergrasgewächse (Cyperaceae)                       | Pycreus macrostachyos                                | IUCN-Status: nicht gefährdet                         |
| Sauergrasgewächse (Cyperaceae)                       | Pycreus sanguinolentus                               | IUCN-Status: nicht gefährdet                         |
| Sauergrasgewächse (Cyperaceae)                       | Schoenoplectiella lateriflora                        | IUCN-Status: nicht gefährdet                         |
| Sauergrasgewächse (Cyperaceae)                       | Scleria mikawana                                     | IUCN-Status: nicht gefährdet                         |
| Sauergrasgewächse (Cyperaceae)                       | Scleria terrestris                                   | IUCN-Status: nicht gefährdet                         |
| Hülsenfrüchtler (Fabaceae)                           | Parochetus communis                                  | IUCN-Status: nicht gefährdet                         |
| Halagoraceae                                         | Myriophyllum tuberculatum                            | IUCN-Status: nicht gefährdet                         |
| Hülsenfrüchtler (Leguminosae)                        | Sesbania javanica                                    | IUCN-Status: nicht gefährdet                         |
| Wasserlinsengewächse (Lemnaceae)                     | Lemna minor                                          | IUCN-Status: nicht gefährdet                         |
| Lygodiaceae                                          | Lygodium microphyllum                                | IUCN-Status: nicht gefährdet                         |
| Süßgräser (Poaceae)                                  | Brachiaria eruciformis                               | IUCN-Status: nicht gefährdet                         |
| Süßgräser (Poaceae)                                  | Eriochloa procera                                    | IUCN-Status: nicht gefährdet                         |
| Süßgräser (Poaceae)                                  | Leptochloa fusca                                     | IUCN-Status: nicht gefährdet                         |
| Süßgräser (Poaceae)                                  | Leptochloa obtusiflora                               | IUCN-Status: nicht gefährdet                         |
| Süßgräser (Poaceae)                                  | Leptochloa panicea                                   | IUCN-Status: nicht gefährdet                         |
| Steineibengewächse (Podocarpaceae)                   | Podocarpus rubens                                    | IUCN-Status: nicht gefährdet                         |
| Steineibengewächse (Podocarpaceae)                   | Sundacarpus amarus                                   | IUCN-Status: nicht gefährdet                         |
| Steineibengewächse (Podocarpaceae)                   | Cladopus nymanii                                     | IUCN-Status: nicht gefährdet                         |
| Braunwurzgewächse (Scrophulariaceae)                 | Lindernia antipoda                                   | IUCN-Status: nicht gefährdet                         |

## Orchideen

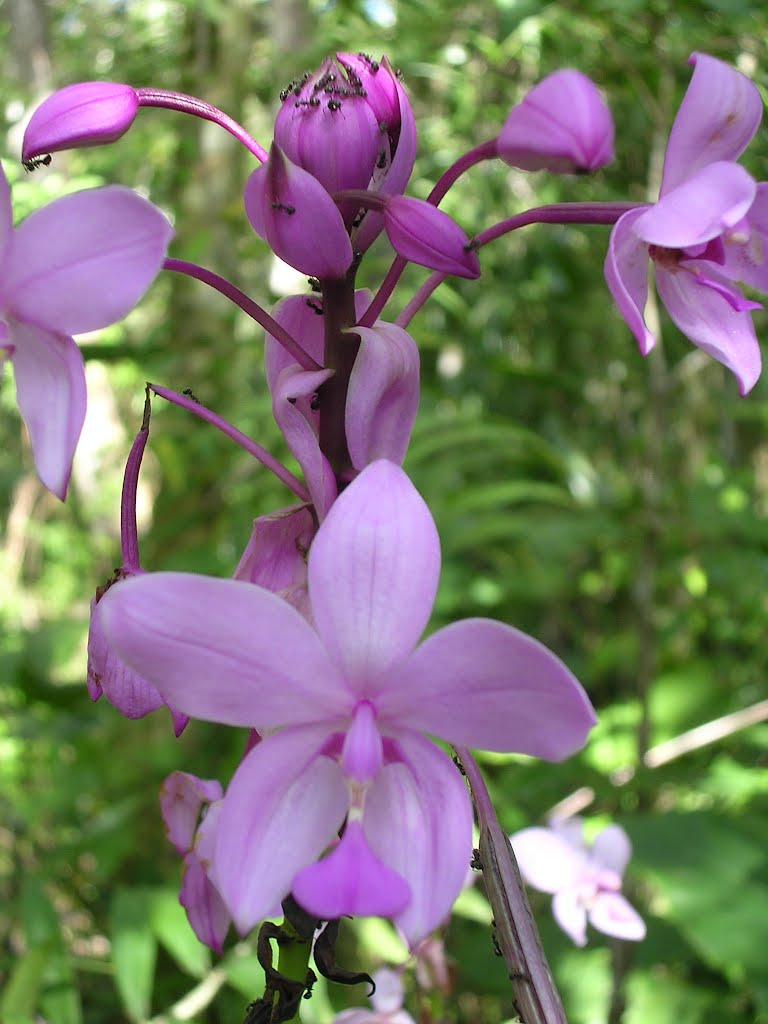
Eine epiphytische Orchidee in Bauro, Osttimor

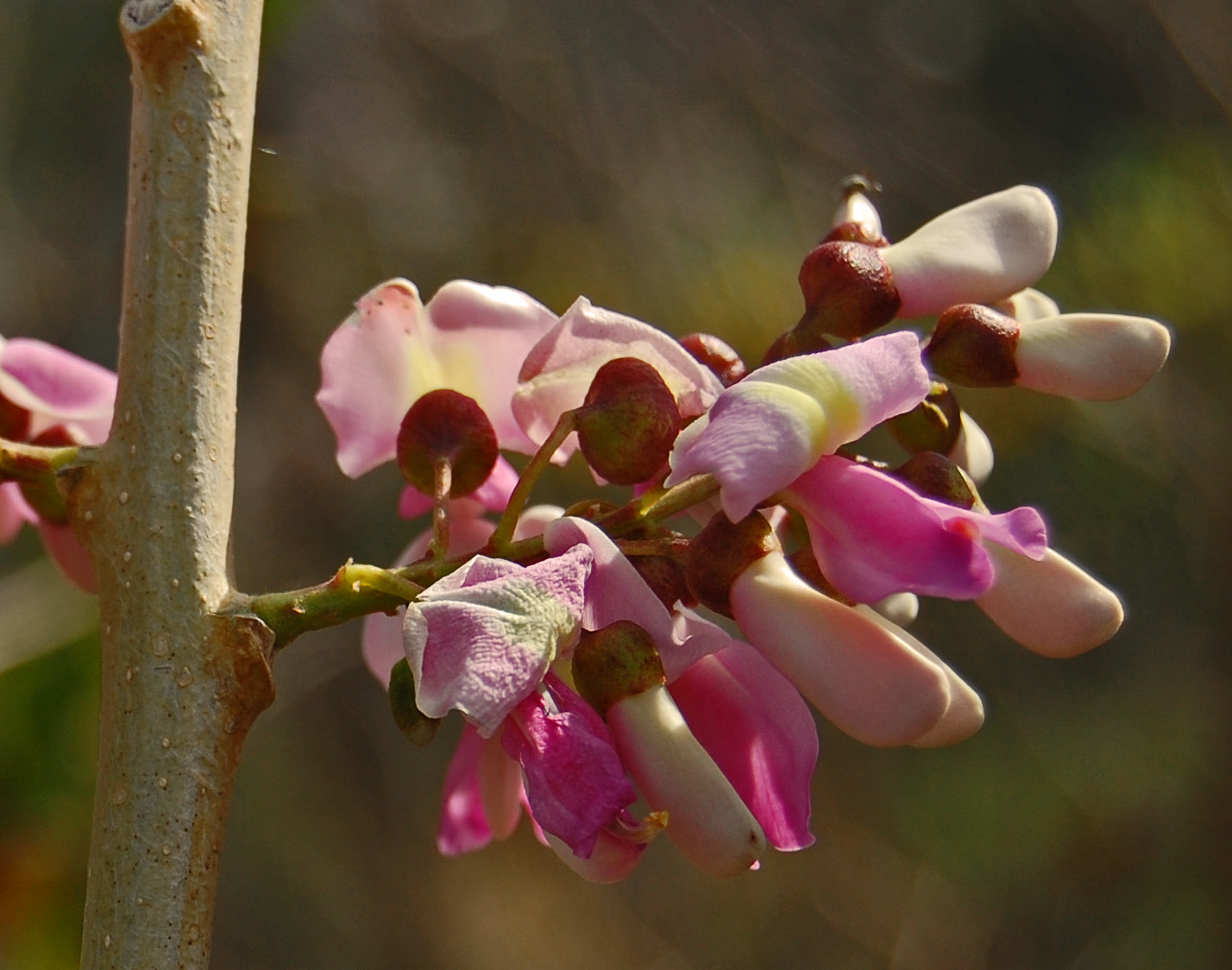
Gliricidia sepium in Südzentraltimor

Die drei wichtigsten Schutzgebiete für Orchideen Osttimors liegen am Monte Mundo Perdido, am Tatamailau und am Fatumasin. 2009 wurden am Monte Mundo Perdido mehrere neue Arten entdeckt.
Von Timor sind, laut einer 2008 von Silveira et al. herausgegebenen Checkliste, folgende 66 Orchideenarten aus 38 verschiedenen Gattungen bekannt. Zehn der Orchideen Osttimors gelten als endemisch.
- Aerides
  - Aerides timorana – endemisch auf Timor
  - Aerides odorata
- Bulbophyllum
  - Bulbophyllum sundaicum
  - Bulbophyllum cf. concinnum
  - Bulbophyllum sp. (Sektion Aphanobulbon)
- Cadetia
  - Cadetia sp. (Sektion Cadetia)
- Caladenia
  - Caladenia catenata
- Calanthe
  - Calanthe triplicata
- Coelogyne
  - Coelogyne sp. (Sektion Tomentosae)
- Crepidium
  - Crepidium sp. A (Sektion Crepidium) – möglicherweise endemisch auf Timor
  - Crepidium sp. B (Sektion Hololobos) – möglicherweise endemisch auf Timor
- Dendrobium
  - Dendrobium affine
  - Dendrobium calophyllum
  - Dendrobium faciferum
  - Dendrobium macrophyllum
- Didymoplexis
  - Didymoplexis pallens
- Diuris
  - Diuris fryana – endemisch auf Timor
- Eria
  - Eria retusa
  - Eria oblitterata
- Eulophia
  - Eulophia bicolor
- Flickingeria
  - Flickingeria grandiflora
  - Flickingeria sp.
  - Geodorum
  - Geodorum densiflorum
- Goodyera
  - Goodyera bifida
- Grosourdya
  - Grosourdya sp.
- Habenaria
  - Habenaria ankylocentron – endemisch auf Timor
  - Habenaria carinata
  - Habenaria cauda-porcelli – endemisch auf Timor
  - Habenaria elongata
  - Habenaria giriensis
  - Habenaria malintana
  - Habenaria multipartita
  - Habenaria cf. plantaginea
  - Habenaria sp. A (Sektion Plantaginea) – endemisch auf Timor
  - Habenaria sp. B (Sektion Plantaginea) – endemisch auf Timor
  - Habenaria sp. C (Sektion Plantaginea) – endemisch auf Timor
  - Habenaria sp. D (Sektion Salaccenses)
  - Habenaria viridiflora
- Herminium
  - Herminium lanceum
- Hetaeria
  - Hetaeria oblongifolia
- Liparis
  - Liparis aurita – endemisch auf Timor
  - Liparis gibbosa
  - Luisia unguiculata – endemisch auf Timor
  - Luisia sp.
- Microtis
  - Microtis unifolia
- Nervilia
  - Nervilia aragoana
- Oberonia
  - Oberonia glandulifera – endemisch auf Timor
  - Oberonia sp. A
- Pecteilis
  - Pecteilis susannae
- Peristylus
  - Peristylus goodyeroides
  - Peristylus timorensis – endemisch auf Timor
- Pholidota
  - Pholidota carnea
- Platanthera
  - Platanthera angustata
- Polystachya
  - Polystachya concreta
- Pterostylis
  - Pterostylis timorensis – endemisch auf Timor
- Spathoglottis
  - Spathoglottis cf. aurea
  - Spathoglottis plicata
- Spiranthes
  - Spiranthes sinensis
- Thelymitra
  - Thelymitra forbesii – endemisch auf Timor
- Thrixspermum
  - Thrixspermum sp. A
  - Thrixspermum sp. B (Sektion Dendrocolla)
  - Thrixspermum subulatum
- Trichoglottis
  - Trichoglottis cf. koordersii
  - Trichotosia sp. A – möglicherweise endemisch auf Timor
- Tropidia
  - Tropidia curculigoides
- Vanda
  - Vanda insignis